# Fahrnis
Fahrnis (auch Fahrhabe) bezeichnet bewegliche Sachen (Mobilien), im Gegensatz zu den unbeweglichen Sachen (Immobilien). Dazu zählen alle Sachen, die weder Grundstücke noch Bestandteile von Grundstücken sind. Beweglich bezeichnet die natürliche Eigenschaft einer Sache. Fahrnisrecht bezeichnet das Sachenrecht der beweglichen Sachen im Gegensatz zum Liegenschaftsrecht. Fahrnisvollstreckung bezeichnet die Mobiliarzwangsvollstreckung.
In älteren Texten werden die Wörter farnis, farnus, varnde, fliegende oder rührende habe und varende gut verwendet im Gegensatz zu eigen, erbe, legendes gut. So sagt schon der Schwabenspiegel in 168 a: „waz varende gut heizet, daz suln wir iu sagen. Golt, silber, edel gesteine, vie, ros und allez, daz man triben und tragen mag.“ Dazu gehörten auch nicht mit dem Boden verbundene Holzgebäude, alles, was nicht niet- und nagelfest war. Für Holzhäuser galt: „Was die Fackel zehrt, ist Fahrnis.“
Im römischen Recht gehörten auch Sklaven zur Fahrnis.

## Begriff im germanischen und deutschen Rechtswesen
Sobald aber die Rechtsordnung für bewegliche und unbewegliche Sachen besondere Rechtsvorschriften erlässt, wird aus dem natürlichen Begriff ein Rechtsbegriff. Dies geschah im römischen Recht nur marginal, ist aber im germanisch-deutschen Recht schon immer sehr stark ausgeprägt gewesen. Vom Begriff der Gewere hat für eine tiefgreifende Scheidung zwischen Liegenschafts- und Fahrnisrecht geführt, nach Gierke (Lit.: Gierke S. 2) vom Fundament bis zum Giebel. Das hat sich bis ins moderne Recht fortgesetzt, wo für Liegenschaften ein umfangreiches Registerwesen geschaffen wurde, während es für Fahrnis nichts vergleichbares gibt. Allerdings gab es auch Fahrnisgesamtheiten mit besonderem Rechtsstatus. So galten für Liegenschaften immer andere Regeln als für Fahrnis. Diese Unterscheidung entsprang sozialpolitischen Erwägungen, da der nicht vermehrbare Grund und Boden im Rechtsleben größere Bedeutung hatte, z. B. beim Lehen. Auch spielte lange Zeit der Grundbesitz eine besondere Rolle für den sozialen Status einer Familie. Daher war der Liegenschaftsverkehr vielen Beschränkungen unterworfen, indem die Erben ein Mitspracherecht hatten (Erbenwartrechte, Veräußerungs- und Belastungsverbote).
Demgegenüber ließ das Fahrnisrecht schon früh eine große Freiheit des Eigentümers in der Verfügung darüber zu. Beschränkungen gab es für bestimmte Sachgesamtheiten (Heergewäte, Frauensondergut) mit besonderen Regelungen, besonders beim Erbgang.
Sobald für Fahrnis und Liegenschaften unterschiedliche Regelungen geschaffen sind, ist die natürliche Eigenschaft der Beweglichkeit nicht mehr zwingendes Merkmal der Zuordnung. So können Sachen, die durchaus physikalisch beweglich sind, zu unbeweglichen Sachen im Rechtssinne werden und umgekehrt. Grund dafür war und ist häufig, wirtschaftlich zusammengehöriges einheitlich zu behandeln, so z. B. den Bauernhof mit seinem Inventar, oder eine faktische Verbindung mit einer unbeweglichen Sache rechtlich zu lösen (z. B. die Früchte auf dem Acker). Ältestes Beispiel für die Unterordnung beweglicher Sachen unter das Liegenschaftsrecht sind die auf dem Herrenland angesiedelten Knechte, die schollengebunden waren, und das tote und lebende Inventar (Ackergerät, Vorräte). Sogar die Fische in einem Teich und das Wild in einem Wald werden in bestimmten Rechtsordnungen erst dann zur beweglichen Sache, wenn sie gefangen oder erlegt sind (§ 295 Österreichisches ABGB). Auch Sachgesamtheiten, wie Bibliotheken oder wertvolle Sachen wie Harnisch, Gold- und Silbergerät wurden den Liegenschaften zeitweise gleichgestellt. Schiffe wurden und werden in einzelnen Beziehungen dem Liegenschaftsrecht unterworfen (Schiffsregister).
Der umgekehrte Weg ist seltener. So wurden das ausgebrachte Saatgut und die noch nicht geernteten Früchte als Fahrnis behandelt, obgleich sie mit dem Boden bereits verbunden waren. So führte das Erfurter Stadtrecht von 1306 in Art. 44 aus: „Wanne Getreide odir same uffe den Ackir geworfen wirt und ez die eyde (Egge) bestrichet, so sal iz varnde habe sie.“ Im heutigen Recht ist davon noch etwas erhalten, wenn die Früchte auf dem Halm der Pfändung unterworfen sind (§ 810 ZPO).

## Französisches Recht
In einigen Rechtsordnungen war oder ist es noch heute möglich, durch Parteivereinbarung den Rechtscharakter einer Sache zu bestimmen, so heute im französischen Art. 1505 ff. Code civil. So konnte früher das Frauengut zur unbeweglichen Sache erklärt werden, um die rechtlichen Möglichkeiten des Ehemanns zu beschränken.

## Mittelalter
Da früher die meisten Güter Zubehör zu Liegenschaften waren, war Fahrnisrecht allenfalls für den Handel von Bedeutung.

## Neuzeit
Erst durch die Massengüter nach der industriellen Revolution gewann es an entscheidender Bedeutung im Rechtsleben.
Die Unterscheidung zwischen beweglichen und unbeweglichen Sachen strahlte auch auf die Rechte an den Sachen aus. Entscheidend war die rechtliche Einordnung der Sache, an der das Recht bestand. Dienstbarkeiten an Grundstücken, Bannrechte, Realrechte, die den Eigentümern von Grundstücken bestimmte Rechte einräumten, Mitgliedschaften an bestimmten bodenbezogenen Genossenschaften (z. B. Deichgenossenschaft) waren schon immer unbewegliche Sachen.